# ژو جیپینگ
ژو جیپینگ (به چینی ساده‌شده: 周吉平) (زاده ۱۹۵۲) کارآفرین و مدیر ارشد اجرایی چینی است، که اکنون به‌عنوان مدیرعامل و رئیس هیئت مدیره شرکت ملی نفت چین فعالیت می‌نماید.